# Ophthalmorychus
Ophthalmorychus är ett släkte av skalbaggar. Ophthalmorychus ingår i familjen vivlar.
Kladogram enligt Catalogue of Life:
| Ophthalmorychus | \| \| Ophthalmorychus angustus \| \| \| \| \| \| Ophthalmorychus spongiosus \| \| \| \| |
|                 | \| \| Ophthalmorychus angustus \| \| \| \| \| \| Ophthalmorychus spongiosus \| \| \| \| |
|                 | Ophthalmorychus angustus                                                                |
|                 |                                                                                         |
|                 | Ophthalmorychus spongiosus                                                              |
|                 |                                                                                         |